# Ariano Suassuna
Ariano Vilar Suassuna OMC (João Pessoa, 16 de junho de 1927 – Recife, 23 de julho de 2014) foi um intelectual, escritor, filósofo, dramaturgo, professor, romancista, artista plástico, ensaísta, poeta, político e advogado brasileiro.
Idealizador do Movimento Armorial e autor de obras como Auto da Compadecida (1955) e Romance d'A Pedra do Reino e o Príncipe do Sangue do Vai-e-Volta (1971), Ariano Suassuna foi um preeminente defensor da cultura do Nordeste do Brasil e um dos maiores expoentes da literatura brasileira, tendo sido, em 2012, indicado pela Comissão de Relações Exteriores do Senado Federal como representante do Brasil na disputa pelo Prêmio Nobel de Literatura. Como um autor de renome internacional, as obras de Suassuna já foram traduzidas para diversos idiomas, incluindo inglês, francês, espanhol, alemão, holandês, italiano e polonês, tendo sido também objeto de inúmeros trabalhos acadêmicos em universidades brasileiras e estrangeiras.
Na administração pública foi secretário de Educação e Cultura do Recife (1975–1978), secretário de Cultura de Pernambuco (1994–1998), secretário especial de Cultura de Pernambuco (2007–2010) e secretário da Assessoria Especial do governador Eduardo Campos (2011–2014). Declaradamente socialista e de esquerda, em 2011 foi nomeado presidente de honra do Partido Socialista Brasileiro (PSB), no qual era filiado desde 1990.
Ao longo de sua vida, Suassuna recebeu diversos prêmios e honrarias, incluindo o título de Cidadão de Pernambuco (1967) e o Prêmio Nacional de Ficção (1973), este concedido pelo Instituto Nacional do Livro – INL/MEC. Por indicação da escritora Rachel de Queiroz, foi também um dos membros fundadores do Conselho Federal de Cultura, ao lado de Guimarães Rosa, Gilberto Freyre, Adonias Filho, Affonso Arinos, Roberto Burle Marx, entre outros grandes nomes da literatura e das artes brasileiras. Além de sua carreira literária, por mais de 30 anos Ariano Suassuna também atuou como professor da Universidade Federal de Pernambuco, onde lecionou Estética, História da Arte, Cultura Brasileira, Teoria do Teatro e disciplinas afins entre 1956 e 1989, quando então se aposentou das atividades docentes na referida instituição. Em 1995, recebeu o título de professor emérito da Universidade Federal de Pernambuco.
Ariano Suassuna faleceu em 23 de julho de 2014, no Recife, aos 87 anos, vítima de parada cardíaca dois dias após ser internado no Hospital Português do Recife devido a um acidente vascular cerebral hemorrágico. Encontra-se sepultado no cemitério Morada da Paz, em Paulista, município da Região Metropolitana do Recife. No mesmo ano de seu falecimento, como homenagem póstuma, foi celebrado na 10ª Festa Literária Internacional de Pernambuco (FLIPORTO), que ocorreu em Olinda. Em dezembro, também em sua homenagem, o Tribunal de Contas do Estado da Paraíba inaugurou, na capital João Pessoa, o Centro Cultural Ariano Suassuna, edifício projetado pelo arquiteto Expedito Arruda.
10 anos após sua morte, em 2024, o RioMar Shopping de Recife realizou uma exposição carregando seu legado com o nome de O Auto de Ariano.

## Biografia

Ariano em 1964

Ariano Vilar Suassuna nasceu em Paraíba do Norte, atual João Pessoa, no dia 16 de junho de 1927, filho de Rita de Cássia Dantas Villar e João Suassuna. Ariano foi casado com Zélia de Andrade Lima, com quem teve seis filhos.
Seu pai era então o presidente (seria hoje chamado de governador) do estado da Paraíba. Ariano nasceu nas dependências do Palácio da Redenção, sede do Executivo paraibano. No ano seguinte, o pai deixa o governo da Paraíba, e a família passou a morar no sertão, na Fazenda Acauã, em Sousa.
Durante o movimento armado que culminou com a Revolução de 1930, quando Ariano tinha três anos, seu pai João Suassuna foi assassinado por motivos políticos na cidade do Rio de Janeiro, e a família mudou-se para Taperoá, onde morou de 1933 a 1937. Nessa cidade, Ariano fez seus primeiros estudos e assistiu pela primeira vez a uma peça de mamulengos e a um desafio de viola, cujo caráter de "improvisação" seria uma das marcas registradas também da sua produção teatral.
O próprio Ariano Suassuna reconhecia que o assassinato de seu pai ocupava posição marcante em sua inquietação criadora. No discurso de posse na Academia Brasileira de Letras, disse:
| “ | Posso dizer que, como escritor, eu sou, de certa forma, aquele mesmo menino que, perdendo o pai assassinado no dia 9 de outubro de 1930, passou o resto da vida tentando protestar contra sua morte através do que faço e do que escrevo, oferecendo-lhe esta precária compensação e, ao mesmo tempo, buscando recuperar sua imagem, através da lembrança, dos depoimentos dos outros, das palavras que o pai deixou. | ” |
|   | — Ariano Suassuna, em seu discurso de posse na Academia Brasileira de Letras, 9 de agosto de 1990.. |   |

O assassinato de João Suassuna ocorreu como desdobramento de uma briga de família no interior da oligarquia Pessoa, interrompendo a precária estabilidade política entre as famílias Dantas, Pessoa e Pessoa de Queiroz. Acarretou no assassinato de João Pessoa, governador da Paraíba e candidato a Vice-Presidente do Brasil na chapa de Getúlio Vargas por João Duarte Dantas, primo da mãe de Ariano. Ariano Suassuna atribuía à família Pessoa a encomenda do assassinato de seu pai, contratando o pistoleiro Miguel Laves de Souza, que atirou na vítima pelas costas, no Rio de Janeiro. Em razão disso, não concordava com a alteração do nome da cidade onde nasceu, de "Cidade da Paraíba" (na grafia arcaica 'Parahyba) para "João Pessoa", em homenagem ao governador assassinado. Toda a produção literária de Ariano, de formas variadas, retoma a morte ou homenageiam o pai.

## Formação acadêmica
A partir de 1942 passou a viver em Recife, onde terminou, em 1945, os estudos secundários no Ginásio Pernambucano, no Colégio Americano Batista e no Colégio Oswaldo Cruz.
No ano seguinte ingressou na Faculdade de Direito do Recife, onde formou-se em Ciências Jurídicas e Sociais, em 1950.
Entre 1957 e 1959 cursou o bacharelado em Filosofia na Universidade Católica de Pernambuco, colando grau em 1960.
Em 1976, tornou-se livre-docente em História da Cultura Brasileira pelo Centro de Filosofia e Ciências Humanas da Universidade Federal de Pernambuco.

## Carreira
Ariano Suassuna estreou seus dons literários precocemente no dia 7 de outubro de 1945, quando o seu poema "Noturno" foi publicado em destaque no Jornal do Commercio do Recife.

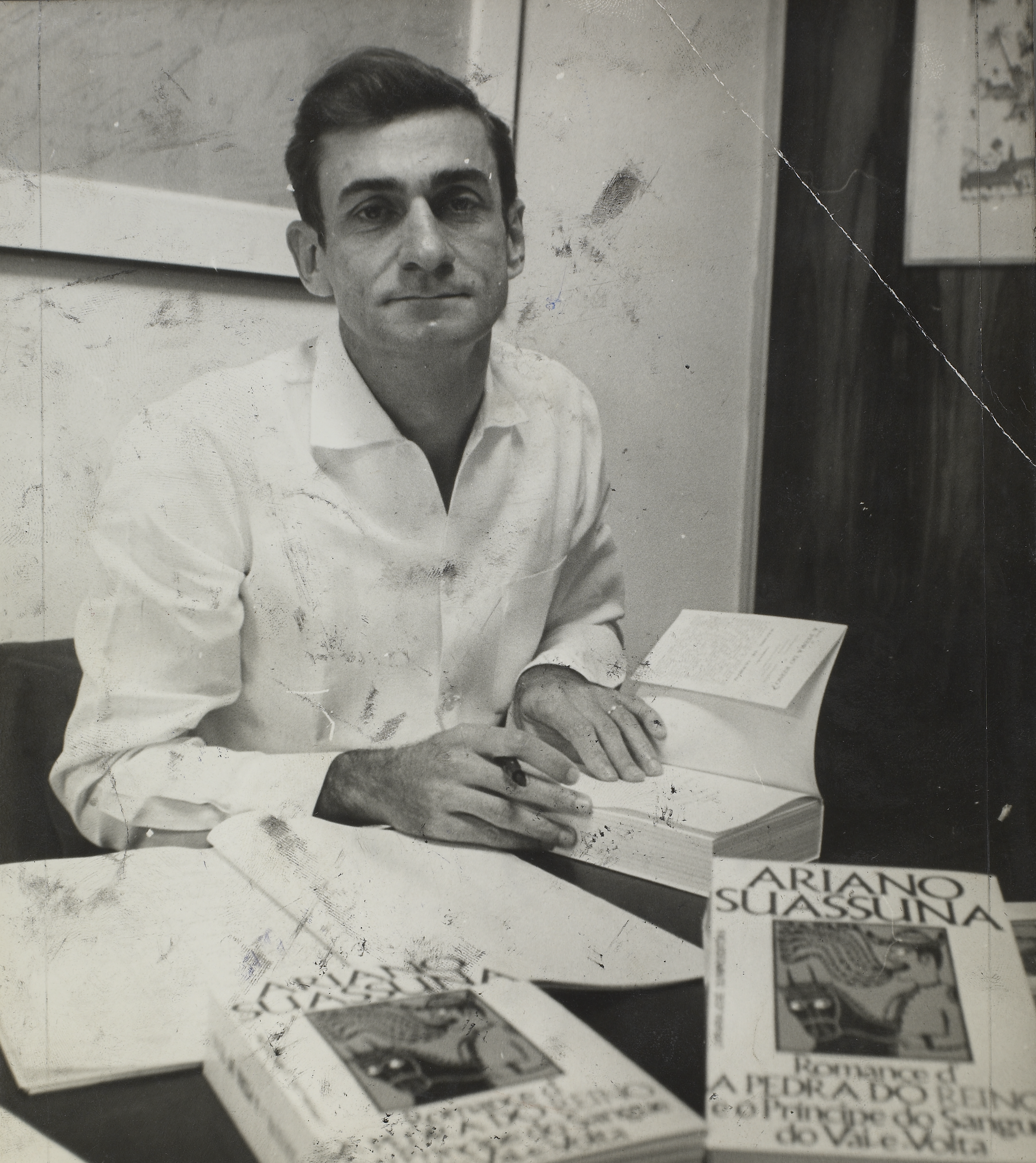
Ariano Suassuna, 1971. Arquivo Nacional

Na Faculdade de Direito do Recife, conheceu Hermilo Borba Filho, com quem fundou o Teatro do Estudante de Pernambuco. Em 1947, escreveu sua primeira peça, Uma Mulher Vestida de Sol. Em 1948, sua peça Cantam as Harpas de Sião (ou O Desertor de Princesa) foi montada pelo Teatro do Estudante de Pernambuco, em seguida Os Homens de Barro. Seguiram-se Auto de João da Cruz, de 1950, que recebeu o Prêmio Martins Pena. No mesmo ano, volta a Taperoá, para curar-se de uma doença pulmonar e lá escreve e monta a peça Torturas de um Coração. Retorna a Recife onde, entre 1952 e 1956, dedica-se à advocacia e ao teatro. Em 1953, escreve O Castigo da Soberba, depois vieram O Rico Avarento (1954) e o aclamado Auto da Compadecida, de 1955, que o projetou em todo o país. Em 1962, o crítico teatral Sábato Magaldi diria que a peça é "o texto mais popular do moderno teatro brasileiro". Sua obra mais conhecida, já foi montada exaustivamente por grupos de todo o país, além de ter sido adaptada para a televisão e para o cinema. Em 1956, afasta-se da advocacia e torna-se professor de Estética da Universidade Federal de Pernambuco, onde se aposentaria em 1994. Em 1957, vieram O Santo e a Porca e O Casamento Suspeitoso. Depois vieram O Homem da Vaca e o Poder da Fortuna (1958) e A Pena e a Lei (1959), premiada dez anos depois no Festival Latino-Americano de Teatro. Ainda em 1959, funda o Teatro Popular do Nordeste, também com Hermilo Borba Filho, onde monta as peças Farsa da Boa Preguiça (1960) e A Caseira e a Catarina (1962). No início dos anos 60, interrompeu sua bem-sucedida carreira de dramaturgo para dedicar-se às aulas de Estética na UFPE. Ali, em 1976, defende a tese de livre-docência A Onça Castanha e a Ilha Brasil: Uma Reflexão sobre a Cultura Brasileira.
De formação calvinista e posteriormente agnóstico, converteu-se ao catolicismo, por influência de sua esposa Zélia, com quem se casou em 19 de janeiro de 1957. Estas três vertentes influenciariam sua obra de forma significativa.
| “ | "... Em quase todo o meu teatro, um pouco por causa da natureza da sátira, mas também um pouco, parece, por causa da minha formação calvinista, eu passo o tempo todo julgando os outros e a mim mesmo, absolvendo ou condenando os bons e os maus.[...] Talvez no supra-moralismo do Deus dos Profetas caibam não só as vítimas, mas os chicotes, as espadas, aqueles que os empunharam e até o chefe de todos eles, o Demônio, cujo papel e cuja missão só Deus pode entender. Em suma, dentro da minha cegueira, o que acho é que Deus, para nós, é um arquejo, uma aspiração..." | ” |
|   | — Ariano Suassuna.. |   |

Membro fundador do Conselho Federal de Cultura (1967–1973); nomeado, pelo Reitor Murilo Guimarães, diretor do Departamento de Extensão Cultural da UFPE (1969–1974). Ligado diretamente à cultura, iniciou em 1970, no Recife, o "Movimento Armorial", interessado no desenvolvimento e no conhecimento das formas de expressão populares tradicionais. Convocou nomes expressivos da música para procurarem uma música erudita nordestina que viesse juntar-se ao movimento, lançado no Recife, em 18 de outubro de 1970, com o concerto "Três Séculos de Música Nordestina – do Barroco ao Armorial" e com uma exposição de gravura, pintura e escultura. Foi Secretário de Educação e Cultura do Recife, de 1975 a 1978 e Secretário de Cultura do Estado de Pernambuco, no Governo Miguel Arraes, de 1994 a 1998.
Entre 1956 e 1976, dedicou-se à prosa de ficção, publicando História de Amor de Fernando e Isaura" (1956), O Romance d'A Pedra do Reino", o Príncipe do Sangue do Vai-e-Volta (1971), e História d'O Rei Degolado nas Caatingas do Sertão (1976). No mesmo ano, defende sua tese de livre-docência, intitulada A Onça Castanha e a Ilha Brasil: Uma Reflexão Sobre a Cultura Brasileira. Ariano afirmava: "Você pode escrever sem erros ortográficos, mas ainda escrevendo com uma linguagem coloquial." No ano seguinte foi encenada a sua peça O Casamento Suspeitoso, em São Paulo, pela Cia. Sérgio Cardoso, e O Santo e a Porca.
Ariano Suassuna construiu em São José do Belmonte, onde ocorre a cavalgada inspirada no Romance d’A Pedra do Reino, um santuário ao ar livre, constituído de 16 esculturas de pedra, com 3,50 m de altura cada, dispostas em círculo, representando o sagrado e o profano. As três primeiras são imagens de Jesus Cristo, Nossa Senhora e São José, o padroeiro do município.

Em dezembro de 2017, foi publicada sua obra inédita e póstuma A Ilumiara – Romance de Dom Pantero no Palco dos Pecadores. A organização do trabalho foi feita por sua família, reunindo os escritos que Suassuna levou seus últimos trinta anos de vida para escrever. A obra é dividida em dois volumes, O Jumento Sedutor e O Palhaço Tetrafônico e é considerada pela crítica seu "testamento literário", tendo sido finalizada pouco antes de sua morte. O próprio Suassuna considerava a obra como "o livro da sua vida".
| “ | Estou acabando um romance que é o livro da minha vida. Ele é dedicado a três pessoas: Miguel Arraes, Luiz Inácio Lula da Silva e Eduardo Campos. Eu exercito três gêneros literários: romance, teatro e poesia. Mas sempre fiz isso separadamente. Nessa nova obra, estou tentando fundir o dramaturgo, o romancista e o poeta num só. Por isso a considero como minha obra definitiva. | ” |
|   | — Ariano Suassuna, em entrevista à revista Veja em 14 de julho de 2014, nove dias antes de sua morte.. |   |

## Movimento Armorial
Ariano foi o idealizador do Movimento Armorial em outubro de 1970, que teve como objetivo criar uma arte erudita a partir de elementos da cultura popular do Nordeste brasileiro. O movimento procura orientar para esse fim todas as formas de expressões artísticas: música, dança, literatura, artes plásticas, teatro, cinema, arquitetura, entre outras.

## Reconhecimento

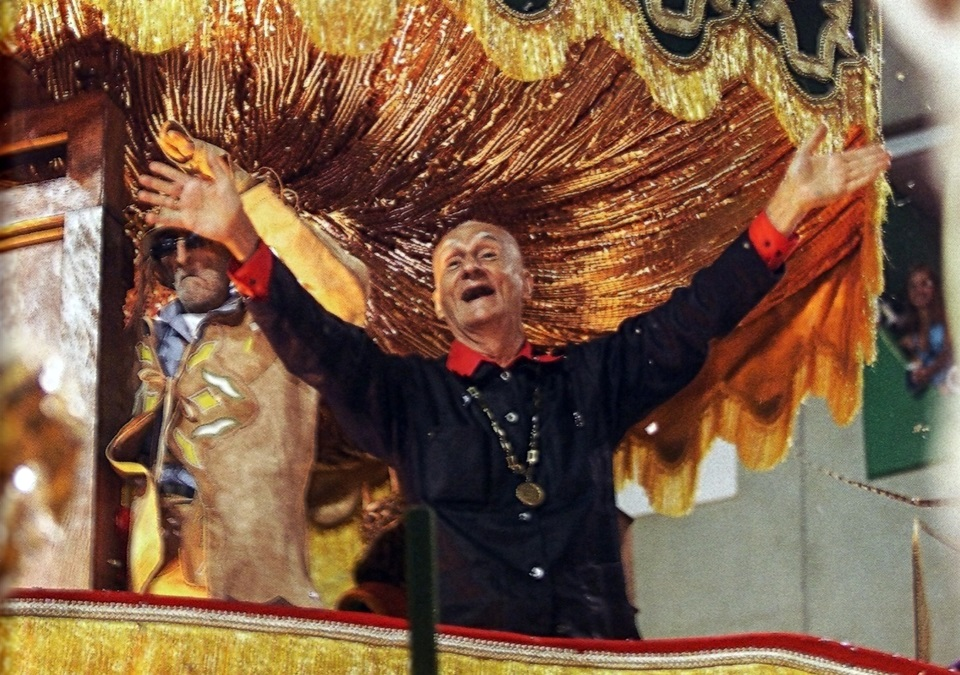
Ariano Suassuna desfila pela escola de samba Império Serrano no carnaval de 2002, no Sambódromo da Marquês de Sapucaí, no Rio de Janeiro

Doutor Honoris Causa pela Universidade Federal do Rio Grande do Norte (2000); Universidade Federal da Paraíba (Resolução Nº 10/2001) tendo recebido a honraria no dia 29 de junho de 2002; Universidade Federal Rural de Pernambuco (2005), Universidade de Passo Fundo (2005) e Universidade Federal do Ceará (2006) tendo recebido a honraria em 10 de junho de 2010, às vésperas de completar 83 anos. "Podia até parecer que não queria receber a honraria, mas era problemas de agenda", afirmou Ariano, referindo-se ao tempo entre a concessão e o recebimento do título.
Em 2002, Ariano Suassuna foi tema de enredo no carnaval carioca na escola de samba Império Serrano. Em 2008, foi novamente tema de enredo, desta vez da escola de samba Mancha Verde no carnaval paulista. Em 2013 sua mais famosa obra, o Auto da Compadecida foi o tema da escola de samba Pérola Negra em São Paulo. Em 2015, já após seu falecimento, foi homenageado pela escola de samba Unidos de Padre Miguel, do Rio de Janeiro, com o enredo "O Cavaleiro Armorial mandacariza o carnaval".

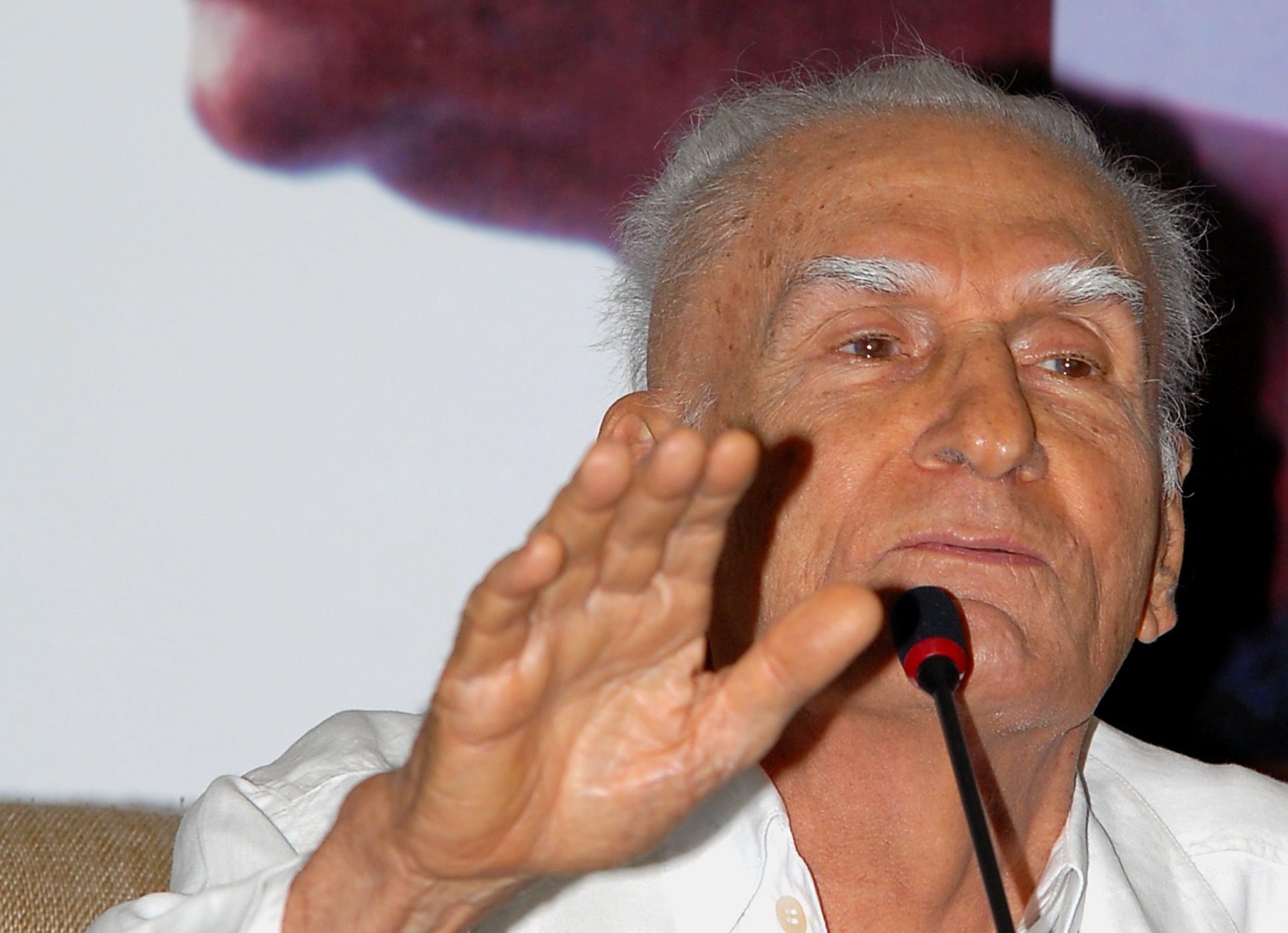
Ariano Suassuna, durante evento pró-equidade de gênero e diversidade, em Brasília, 2007

Em 2004, com o apoio da ABL, a Trinca Filmes produziu um documentário intitulado O Sertão: Mundo de Ariano Suassuna, dirigido por Douglas Machado e que foi exibido na Sala José de Alencar.
Em 2007, em homenagem aos oitenta anos do autor, a Rede Globo produziu a minissérie A Pedra do Reino, com direção e roteiro de Luiz Fernando Carvalho a partir de O Romance d'A Pedra do Reino e o Príncipe do Sangue do Vai-e-Volta.
As obras de Suassuna já foram traduzidas para o inglês, francês, espanhol, alemão, holandês, italiano e polonês.
Em 2011, quando Eduardo Campos, então governador de Pernambuco, foi reeleito presidente nacional do Partido Socialista Brasileiro (PSB), Ariano foi eleito presidente de honra do partido. Na oportunidade, declarou que era "um contador de história" e que encerraria sua "vida política neste cargo". Durante o mandato de Eduardo Campos no Governo de Pernambuco, Ariano Suassuna foi seu assessor especial até abril de 2014.
No ano de 2025  Ariano foi  eleito pelo povo da Paraíba, em votação aberta ao público como "O Maior Paraibano de Todos os Tempos".

## Academia Pernambucana de Letras
Em 1993, foi eleito para a cadeira 18 da Academia Pernambucana de Letras, cujo patrono é o escritor Afonso Olindense.

## Academia Brasileira de Letras
De 1990 até o ano de sua morte, ocupou a cadeira 32 da Academia Brasileira de Letras, cujo patrono é Manuel José de Araújo Porto Alegre, o barão de Santo Ângelo. Foi sucedido por Zuenir Ventura.

## Academia Paraibana de Letras
Assumiu a cadeira 35 na Academia Paraibana de Letras em 9 de outubro de 2000, cujo patrono é Raul Campelo Machado, sendo recepcionado pelo acadêmico Joacil de Brito Pereira.

## Morte
Ariano morreu no dia 23 de julho de 2014 no Real Hospital Português, no Recife, vítima de uma parada cardíaca. Havia dado entrada no hospital na noite do dia 21, depois de um acidente vascular cerebral (AVC), passando por procedimento cirúrgico com colocação de dois drenos para controlar a pressão intracraniana. Ele ficou em coma e respirando por ajuda de aparelhos. O corpo de Ariano foi sepultado no Cemitério Morada da Paz em Paulista, Região Metropolitana do Recife, em 24 de julho de 2014.

Sua filha Ana Rita Suassuna declarou durante o velório:
"Nós vamos chorar e rir, pois lembramos de todas as histórias dele. Estamos muito felizes, pois essa é uma passagem muito bonita. O céu está em festa hoje. Ele foi muito feliz, muito realizado. Na última semana, ele fez duas aulas-espetáculo, e vocês precisavam ver a satisfação dele. Chegou em casa contando da alegria e da festa que foram essas duas aulas."
Ariano Suassuna era torcedor do Sport Club do Recife. O clube o homenageou, dando o nome de Taça Ariano Suassuna a um torneio amistoso internacional de futebol que promoveu anualmente de 2015 a 2018.

## Obra

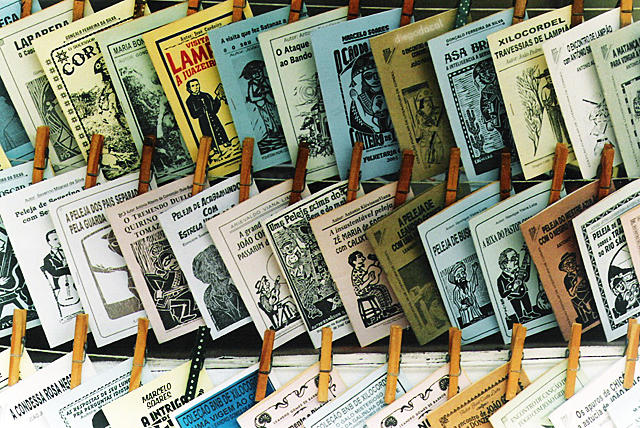
Folhetos de cordel à venda

A sua produção literária, que engloba poesia, teatro e romances, bem como sua atividade na área da cultura em geral, estão fundamentalmente ligadas aos cenários nordestinos e à cultura popular da região, e foi um grande divulgador dessa cultura para o restante do Brasil, chamando a atenção para a literatura de cordel, os trovadores e repentistas, as artes visuais, o artesanato e a música. O Movimento Armorial que ele idealizou é uma síntese das suas aspirações sobre a fusão da cultura popular com a cultura erudita. Segundo a pesquisadora Solange Pinheiro de Carvalho, "sua escrita é repleta de elementos da cultura popular nordestina, [...] ao mesmo tempo que é complexa e elaborada, traz toques de oralidade e espontaneidade ao captar a linguagem e as expressões populares do Nordeste". Para o pesquisador Emer Merari Rodrigues, "o repertório de Ariano Suassuna é tomado de recursos poéticos contidos no folclore oral nordestino, pois foi basicamente por meio do folheto de cordel que deixou, também em sua poesia-denúncia, uma sensibilização coletiva sobre o sertanejo, um gosto pela sátira política e pelas desavenças interioranas. Esses traços estilísticos particularizantes, essas características específicas de folheto, o sonho armorial (de transformar arte popular em erudita) e principalmente a fusão complexa de autor, escritor, personagens reais e fictícios é o que o torna culturalmente atemporal".
Foi um vigoroso defensor da cultura e das tradições regionais, mas não era contrário às mudanças e às influências externas, mesmo as estrangeiras, mas não as aprovava quando vinham através de imposição ou para menosprezar e inferiorizar a cultura local. Ao mesmo tempo, foi um crítico do contexto social de desigualdade e opressão do sertanejo, da violência, da pobreza e da fome endêmicas, sem contudo recair na panfletagem, muitas vezes exercendo a crítica através do humor e da sátira. Entendia o artista como o intérprete da sua comunidade, e por isso sua arte devia estar sintonizada intimamente com seus anseios e sua realidade, e através da arte poderia servir também como um educador. O próprio Suassuna sintetizou seus princípios dizendo:
"Repelimos uma arte puramente gratuita, formalística, sem comunicação com a realidade, uma arte frívola, estéril, sem sangue e sem pensamento, covarde e indefinida diante dos abusos, dos privilégios da fria e cega vida contemporânea do mundo dos privilegiados, sem entranhas, e das sanguinárias tiranias que fingem combatê-lo. Mas repelimos também a arte alistada, demagógica, que só quer ver um lado do problema do homem, uma arte deturpada por motivos políticos, arte de propaganda, arte que agrega ao universo da obra o corpo estranho da tese, para fazer do espetáculo um libelo interessado. Acreditamos que a arte não deve ser nem gratuita nem alistada: ela deve ser comprometida, isto é, deve manter um fecundo intercâmbio com a realidade, ser porta-voz da coletividade e do indivíduo, em consonância com o espírito profundo de nosso povo".
Seus personagens geralmente são estereótipos — o fazendeiro (coronel) tirânico e avarento, o cangaceiro violento e fora da lei que transita entre o heroísmo e a vilania, o policial corrupto, o sertanejo pobre mas astuto, o padre serviçal dos poderosos, a falsa beata — pois assim podia deixar mais clara a estrutura da sociedade e colocar em diálogo os valores complexos, conflitantes e paradoxais que deram origem e alimentam a realidade presente. Seus textos frequentemente comentam e transformam narrativas alheias antigas e modernas, cultas e populares, e o recurso à metalinguagem, à paráfrase, à citação propositalmente deturpada é uma constante, criando escritos com múltiplos níveis de leitura possíveis, que sintetizam, discutem e dialogam com uma tradição anterior para criar uma obra nova, e onde elementos autobiográficos mais ou menos velados são recorrentes.
Suas obras tem elementos da cultura erudita e da cultura popular, colocando essas dois modos de cultura não como antagônicos, mas complementares.
Entre suas obras mais conhecidas estão Uma Mulher Vestida de Sol (teatro, 1947), Auto da Compadecida (teatro, 1955), O Casamento Suspeitoso (teatro, 1957), A Pena e a Lei (teatro, 1959), premiada no Festival Latino-Americano de Teatro em 1969, e A Pedra do Reino (romance, 1971).

### Obras selecionadas
- Uma mulher vestida de Sol (1947)
- Cantam as harpas de Sião ou O desertor de Princesa (1948)
- Os homens de barro (1949)
- Auto de João da Cruz (1950)
- Torturas de um coração (1950)
- O arco desolado (1952)
- O castigo da soberba (1953)
- O Rico Avarento (1954)
- Auto da Compadecida (1955)
- O casamento suspeitoso (1957)
- O santo e a porca (1957)
- O homem da vaca e o poder da fortuna (1958)
- A pena e a lei (1959)
- A Farsa da Boa Preguiça (1960)
- A Caseira e a Catarina (1962)
- As conchambranças de Quaderna (1987)
- Fernando e Isaura (1956, inédito até 1994)

### Romance
- A História de amor de Fernando e Isaura (1956)
- Romance d'A Pedra do Reino e o Príncipe do Sangue do Vai-e-Volta (1971)
- História d'O Rei Degolado nas caatingas do sertão: ao sol da Onça Caetana (1977)
- A Ilumiara – Romance de Dom Pantero no Palco dos Pecadores (2017) – publicação póstuma

### Poesia
- O pasto incendiado (1945-1970)
- Ode (1955)
- Sonetos com mote alheio (1980)
- Sonetos de Albano Cervonegro (1985)
- Poemas (antologia) (1999)
- Os homens de barro (1949)

### Obras acadêmicas
- O Movimento Armorial (1974)
- Iniciação à Estética (1975)
- A Onça Castanha e a Ilha Brasil: uma reflexão sobre a cultura brasileira (1976) – tese de livre-docência